# Abraham Ezofowicz
Jan Abraham Ezofowicz Rabinkowicz, Jan Abraham Józefowicz (imię chrzestne Ioann, nazwisko po nobilitacji Józefowicz; zm. po 28 września 1519 w Łomazach) – żydowski kupiec, który w roku 1488 przeszedł na prawosławie, uszlachcony w roku 1507 i przyjęty do herbu Leliwa. Dzierżawca komór celnych w Kownie, Połocku i Smoleńsku oraz mennicy litewskiej. Starosta smoleński, wójt miński, horodniczy kowieński. Podskarbi ziemski litewski i członek rady Wielkiego Księstwa Litewskiego (1509–1519), wójt królewskiego miasta Solca w 1517 roku.
Herb Abrahama Ezofowicza widnieje na karcie pergaminowej, dodanej jako pierwsza strona Psałterza kijowskiego – jednego z najpiękniej iluminowanych psałterzy ruskich, który został spisany pod koniec XIV wieku. Rękopis był własnością Ezofowicza i w roku 1518 został przez niego podarowany cerkwi św. Mikołaja w Wilnie. Darczyńca wpisał do rękopisu klątwę, która miała spaść na każdego, kto wyniesie książkę z cerkwi. Ezofowicz określał się w dopisku jako gorliwy wierny, ochrzczony imieniem Ioann (Jan, Iwan), jednak nie zapomniał dodać pierwotnej formy imienia i patronimiku: Awram Ezofowicz.